# 11249 Етна
11249 Етна (11249 Etna) — астероїд головного поясу, відкритий 24 березня 1971 року.
Тіссеранів параметр щодо Юпітера — 2,971.